# 高葆庆
高葆庆（1908年—1992年），男，山东无棣人，中华人民共和国政治人物，曾任中国民主建国会吉林省委员会副主任委员，第五、六届全国政协委员。